# Station Harwich Town
Harwich Town is het spoorwegstation van Harwich, het is een kopstation. De treinen van de National Rail rijden er, het is eigendom van Network Rail en wordt beheerd door Greater Anglia.

## Gebruik
| jaar      | reizigers |
| --------- | --------- |
| 2004-2005 | 94.000    |
| 2005-2006 | 91.000    |
| 2006-2007 | 112.000   |
| 2007-2008 | 146.000   |
| 2008-2009 | 148.000   |

## Afbeeldingen

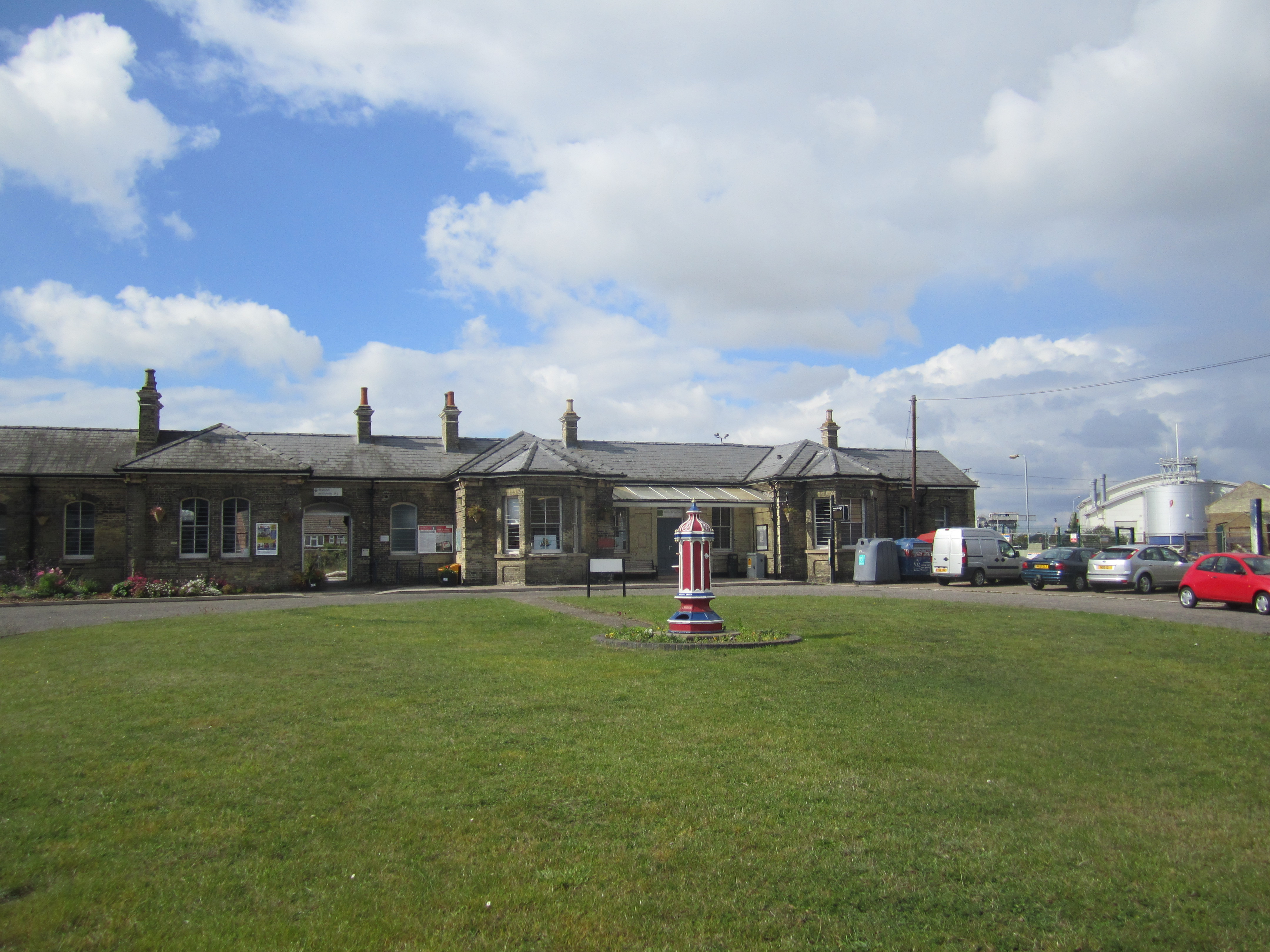
voor
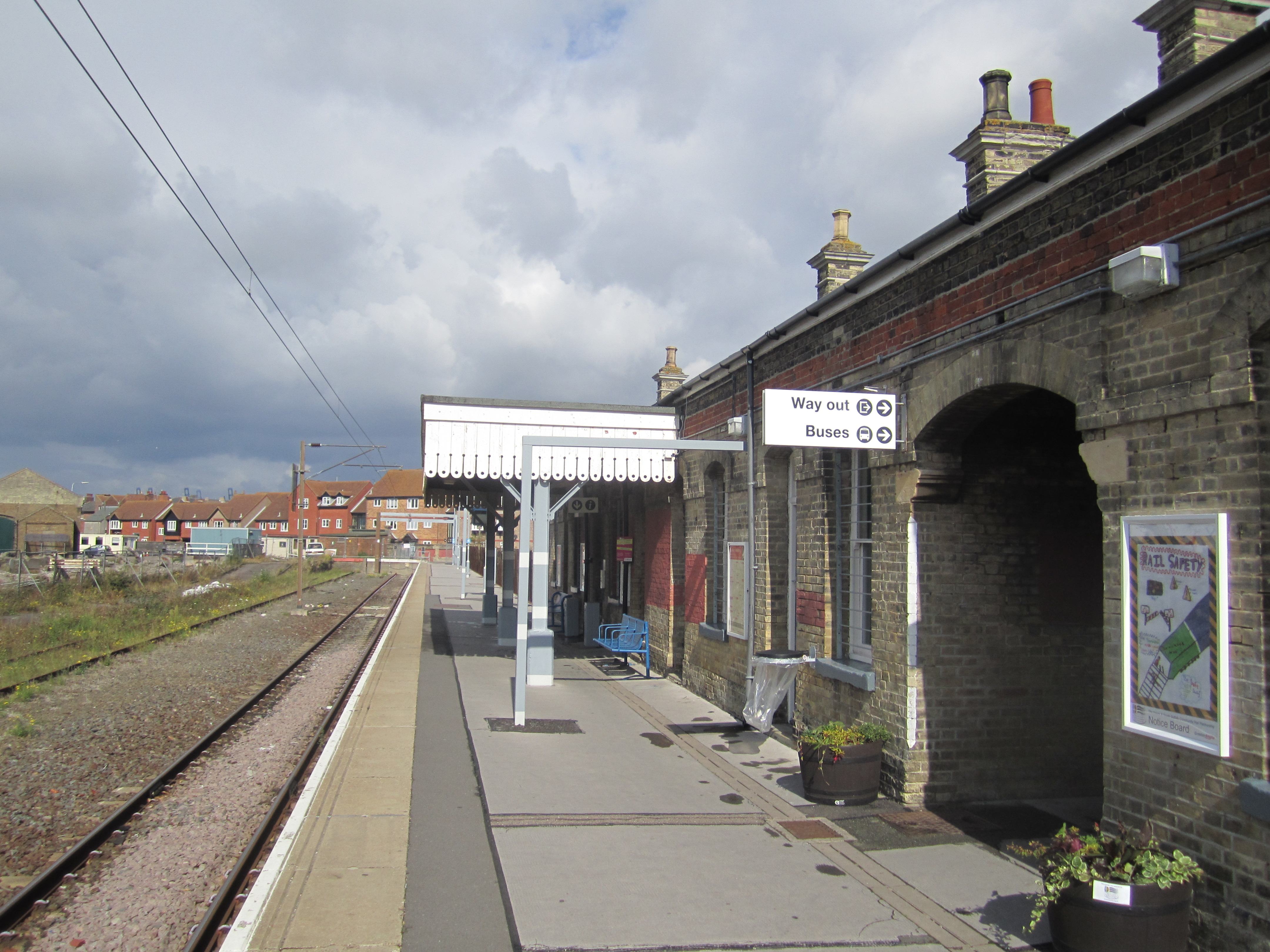
aan het perron
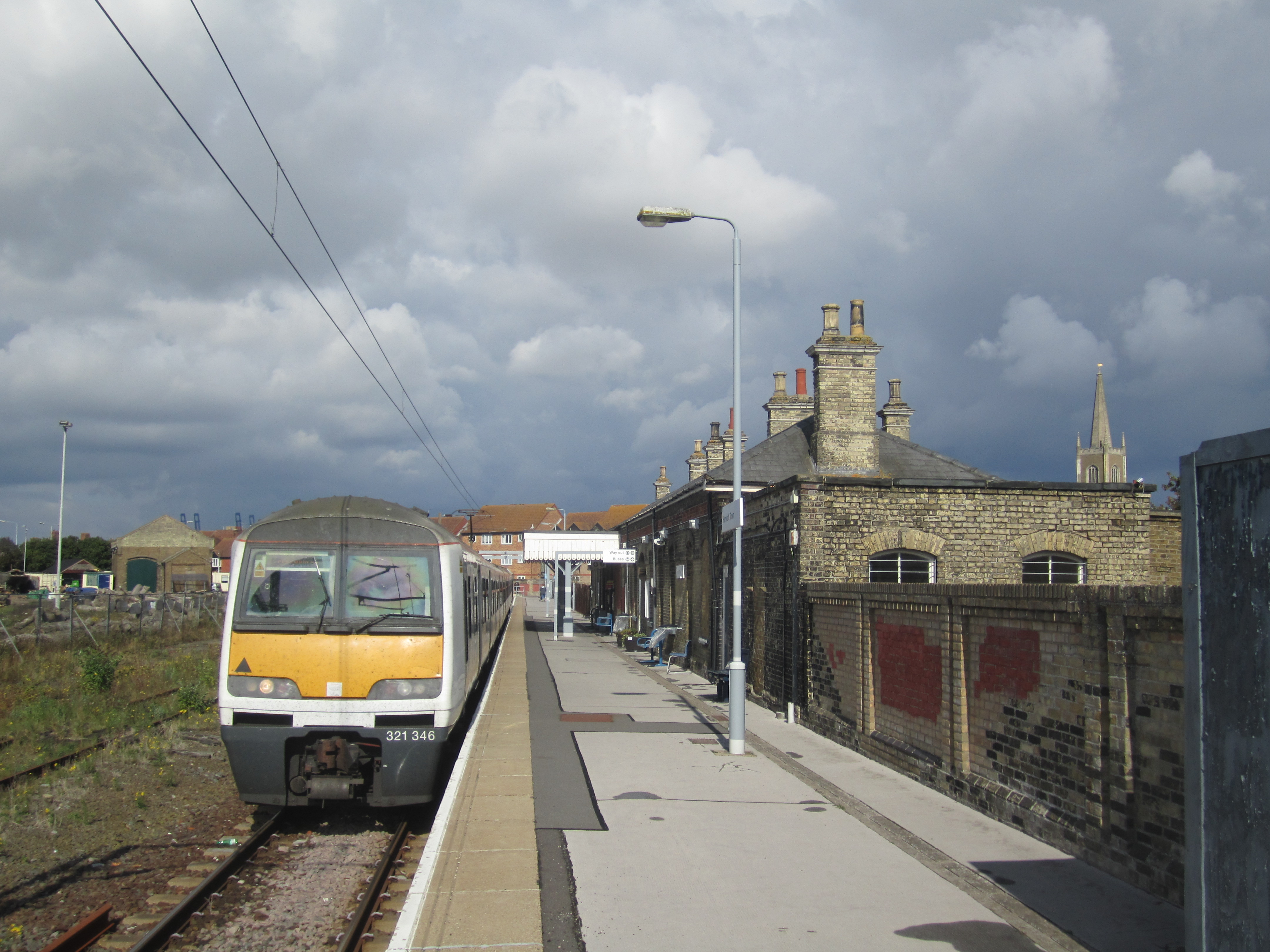
één spoor